# Unbefleckte Empfängnis Mariä (Grasdorf)

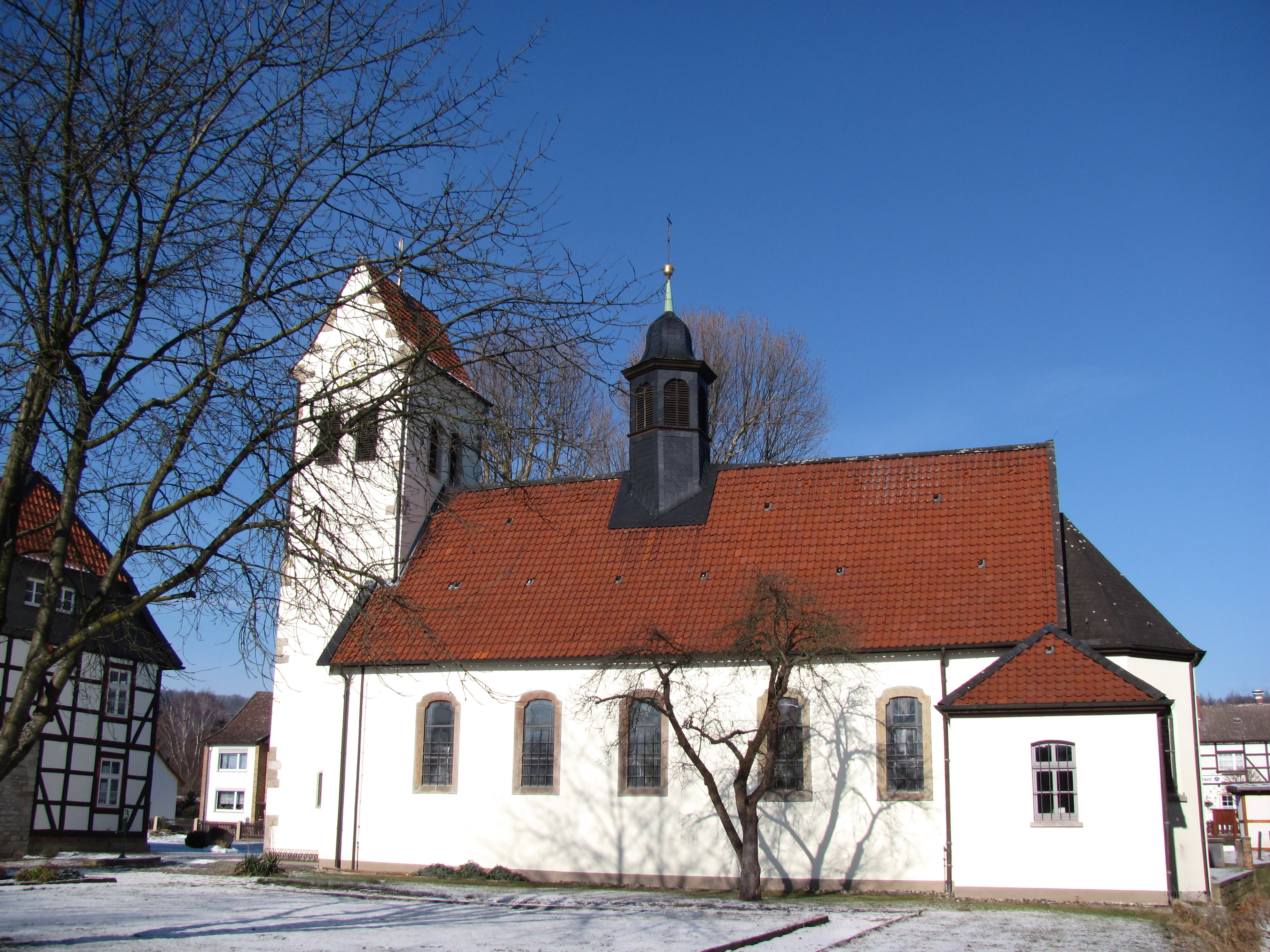
Außenansicht

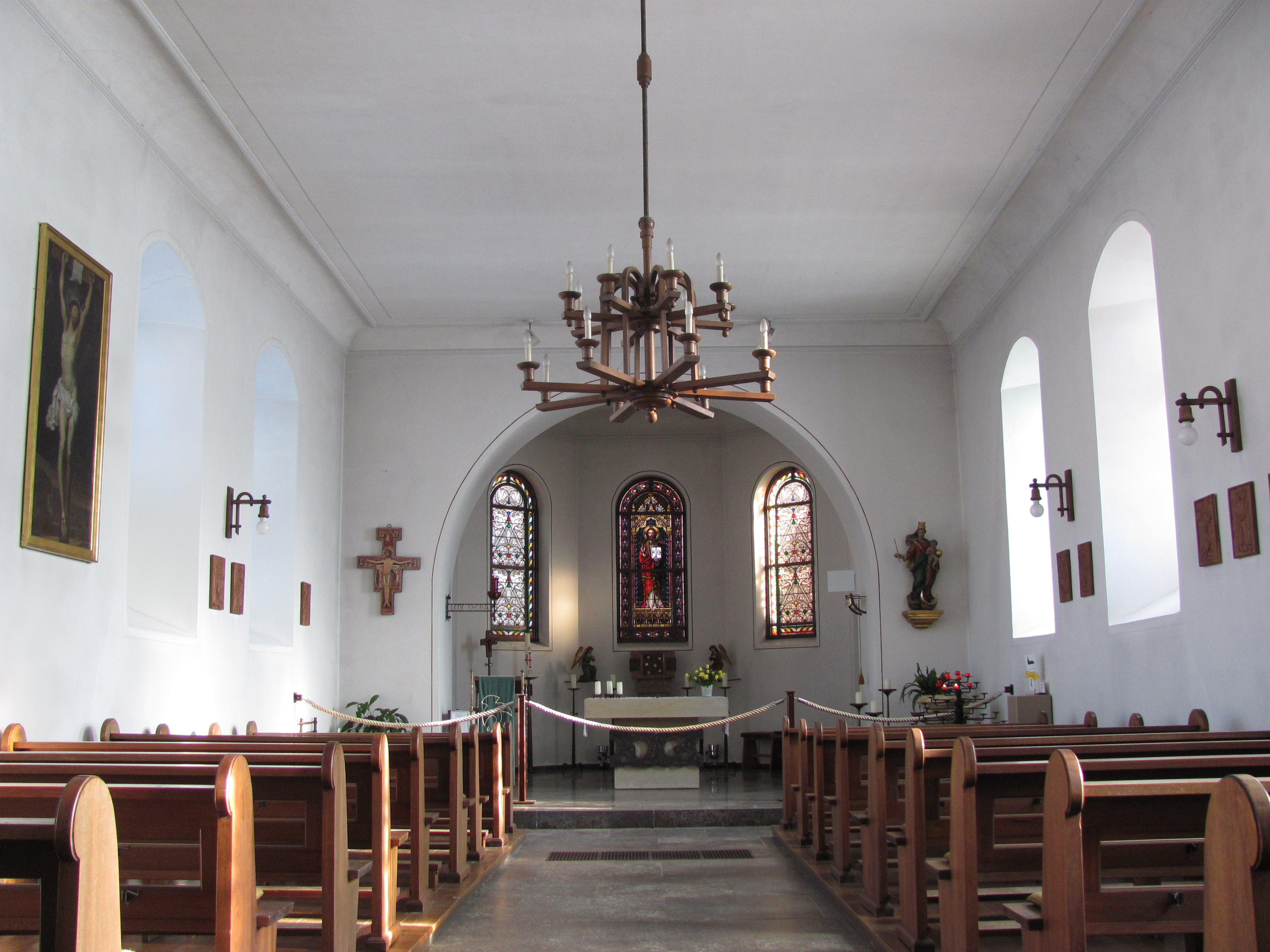
Innenansicht

Die Kirche Unbefleckte Empfängnis Mariä, umgangssprachlich auch kurz St. Marien genannt, ist die katholische Kirche in Grasdorf, einem Ortsteil der Gemeinde Holle im Landkreis Hildesheim in Niedersachsen. Die nach dem Marientitel „Unbefleckte Empfängnis“ benannte Kirche befindet sich in der Hildesheimer Straße 10 und gehört zur Pfarrgemeinde St. Hubertus mit Sitz auf Burg Wohldenberg, im Dekanat Alfeld-Detfurth des Bistums Hildesheim. Das Einzugsgebiet der Kirche umfasst neben Grasdorf auch die Ortschaften Binder, Heersum, Luttrum und Wartjenstedt. Neben der Nutzung durch die Pfarrgemeinde dient die Kirche, gemeinsam mit der evangelisch-lutherischen Kirche Grasdorfs, auch als Autobahnkirche.

## Geschichte
Die im 12. Jahrhundert erbaute Grasdorfer Nikolaikirche wurde 1568 evangelisch-lutherisch. 1330 wurde eine weitere Kirche in Grasdorf errichtet, sie wurde als Sühnekapelle von Bischof Otto II. aus dem Hause Wohldenberg erbaut und trug das Patrozinium „Beatae Mariae“. Nach Einführung der Reformation wurde die Kapelle nicht mehr genutzt und verwitterte.
Ab 1701 wurde die Kapelle als katholische Pfarrkirche von Grasdorf wieder aufgerichtet. 1789 wurde das neben der Kirche befindliche Pfarrhaus erbaut. 1936 erfolgte die Grundsteinlegung für den Westturm mit seinen markanten Eckquadern.
Ab 1977 wurde die Kirche vom Pfarrer aus Sottrum mit betreut. Seit dem 1. Dezember 2002 gehört die Kirche zum damals neu errichteten Dekanat Alfeld-Detfurth, zuvor gehörte sie zum Dekanat Bockenem-Detfurth. Seit dem 1. August 2004 gehört die Kirche zur Pfarrei „St. Hubertus Wohldenberg“, die Pfarrei „Unbefleckte Empfängnis Maria“ in Holle-Grasdorf wurde in diesem Zusammenhang aufgehoben.

## Architektur und Ausstattung

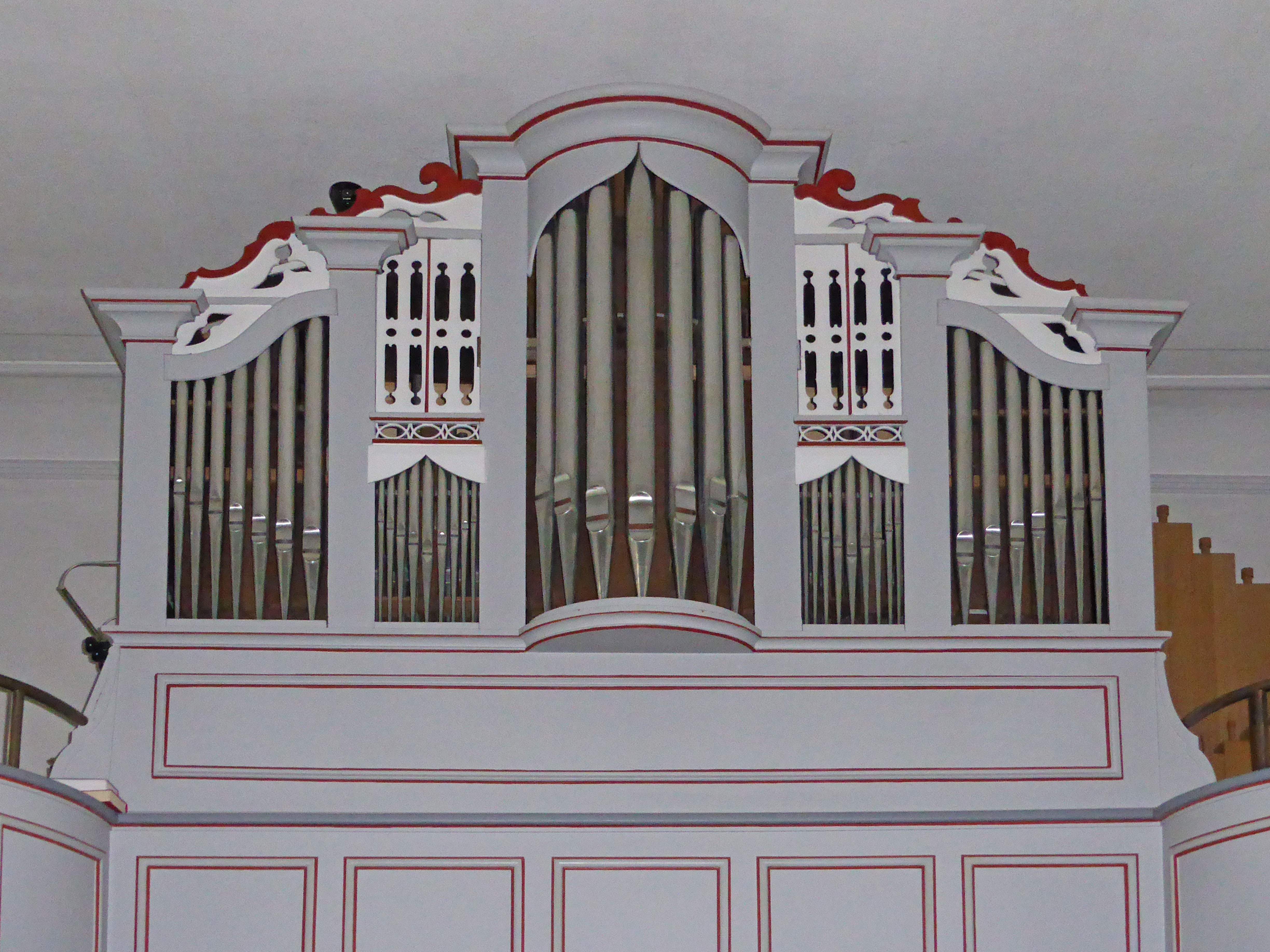
Orgelprospekt

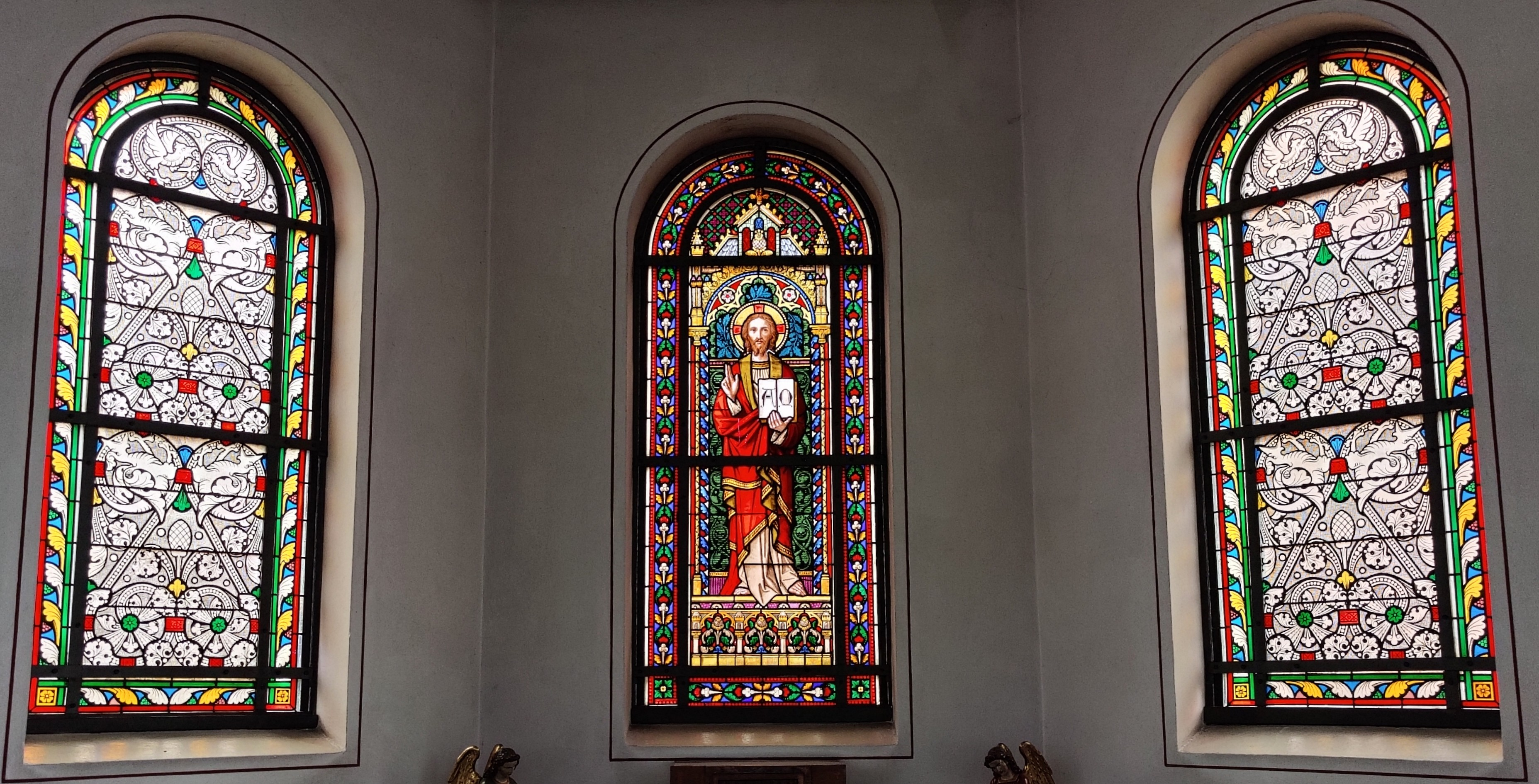
Die drei Chorfenster

Die geostete Kirche befindet sich in knapp 98 Meter Höhe über dem Meeresspiegel. Ihr Kirchengestühl lässt einen Mittelgang frei und bietet Besuchern rund 88 Sitzplätze. Der Tabernakel wird von zwei kleinen Engelstatuen eingerahmt. Neben dem Altarraum befinden sich eine Statue des heiligen Laurentius von Rom, der Taufstein sowie eine Mondsichelmadonna, vor der Opferkerzen aufgestellt werden können. An den Seitenwänden hängen 14 Kreuzwegstationen. Die Orgel wurde 1834 von Balthasar Conrad Euler erbaut. Unter der Orgelempore haben der Beichtstuhl und eine Gedenktafel zur Erinnerung an die acht Gefallenen des Ersten Weltkriegs aus der katholischen Pfarrgemeinde Grasdorf ihren Platz.
Im Dezember 2001 erhielt die Kirche zehn neue, vom Düsseldorfer Künstler Thomas Jessen gestaltete Buntglasfenster, von denen acht verschiedene Szenen aus dem Leben Mariens zeigen. Zwei weitere Fenster sind dem Märtyrer Johannes Nepomuk, der häufig als „Brückenheiliger“ auf Darstellungen auch im Hildesheimer Land zu sehen ist, und dem Kopatron Laurentius von Rom gewidmet. Das mittlere der drei Fenster im Chor zeigt den lehrenden Jesus mit einem Buch seiner Hand. Die beiden im Buch sichtbaren Buchstaben, Alpha und Omega (Α und Ω), sind der erste und der letzte Buchstabe des klassischen griechischen Alphabets und ein Symbol für Anfang und Ende, damit für das Umfassende, für Gott.

## Autobahnkirche
Im März 2011 wurde die Kirche, gemeinsam mit der knapp 300 Meter entfernt gelegenen evangelisch-lutherischen Nikolaikirche, zur Autobahnkirche ernannt. Am 9. Oktober 2011 wurde sie diesem Zweck übergeben. Sie ist über die Anschlussstelle 63 (Derneburg/Salzgitter) der Bundesautobahn 7 und die Anschlussstelle 22 (Baddeckenstedt) der Bundesautobahn 39 erreichbar. Auch die Bundesstraße 6 führt an Grasdorf vorbei. Vor dem ehemaligen Pfarrhaus befindet sich ein Parkplatz, im Haus unter anderem die Toiletten für die Besucher der Kirche.